# بيرسي نيوتن (لاعب كريكت)
بيرسي نيوتن (21 ديسمبر 1880 بسيدني في أستراليا - 25 أبريل 1946) (بالإنجليزية: Percy Newton)‏ هو لاعب كريكت أسترالي.

## وصلات خارجية
- بيرسي نيوتن (لاعب كريكت) على موقع إي آس بي آن كريك إنفو (الإنجليزية)